# Kruisweg (Helvoirt)
De Kruisweg in de Sint-Nicolaaskerk in Helvoirt is een serie schilderingen met als onderwerp de kruisweg van Jesus, uitgevoerd in de jaren 1913-1914 door de broers Albin en Paul Windhausen.

## Voorstelling
Het stelt de kruisweg van Christus voor vanaf zijn veroordeling door Pontius Pilatus (statie 1) tot en met zijn graflegging (statie 14). Vanaf het midden van de 19e eeuw is de kruisweg een vast onderdeel van het katholieke kerkgebouw. De broers Windhausen hielden zich aan de toenmalige traditie. De kruisweg bestaat uit 14 voorstellingen (staties) en loopt op de noordwand van oost naar west en op de zuidwand van west naar oost. Bij de bouw van de kerk werd door de architect vaak al rekening gehouden met de kruisweg. In Helvoirt werd hiervoor onder de ramen in de zijbeuken een eenvoudige, doorlopende fries uitgespaard. Omdat de kerk relatief groot is werden de veertien staties aangevuld met voorstellingen van de Heilige Drie-eenheid, het Heilig Hart van Jesus, profeten en symbolische voorstellingen. De tableaus met de Heilige Drie-eenheid en het Heilig Hart van Jesus vormen in het geheel een soort voor- en nastatie. De kruiswegstaties zijn geschilderd op koperen platen, die aan de wanden gemonteerd zijn. De aanvullende voorstellingen en decoraties zijn direct op de wanden geschilderd.

## Toeschrijving en datering
De kruisweg is op de eerste en de laatste statie gesigneerd ‘A&P. Windhausen’. De eerste statie is daarnaast gedateerd 1913. De kruisweg werd voltooid in 1914. De toenmalige pastoor van Helvoirt, Henricus Maria van Onzenoort, zei na voltooiing: ‘De schilders hebben [...] een kunstwerk geleverd dat niet alleen tot stichting dient der parochianen, maar ook een waar sieraad der kerk mag genoemd worden’. Vijf jaar later, in 1919, schilderden de broers Windhausen in de transepten van de Sint-Nicolaaskerk de muurschilderingen De prediking van Paulus te Efeze en De prediking van Johannes de Doper.

## Afbeeldingen

### Noordwand

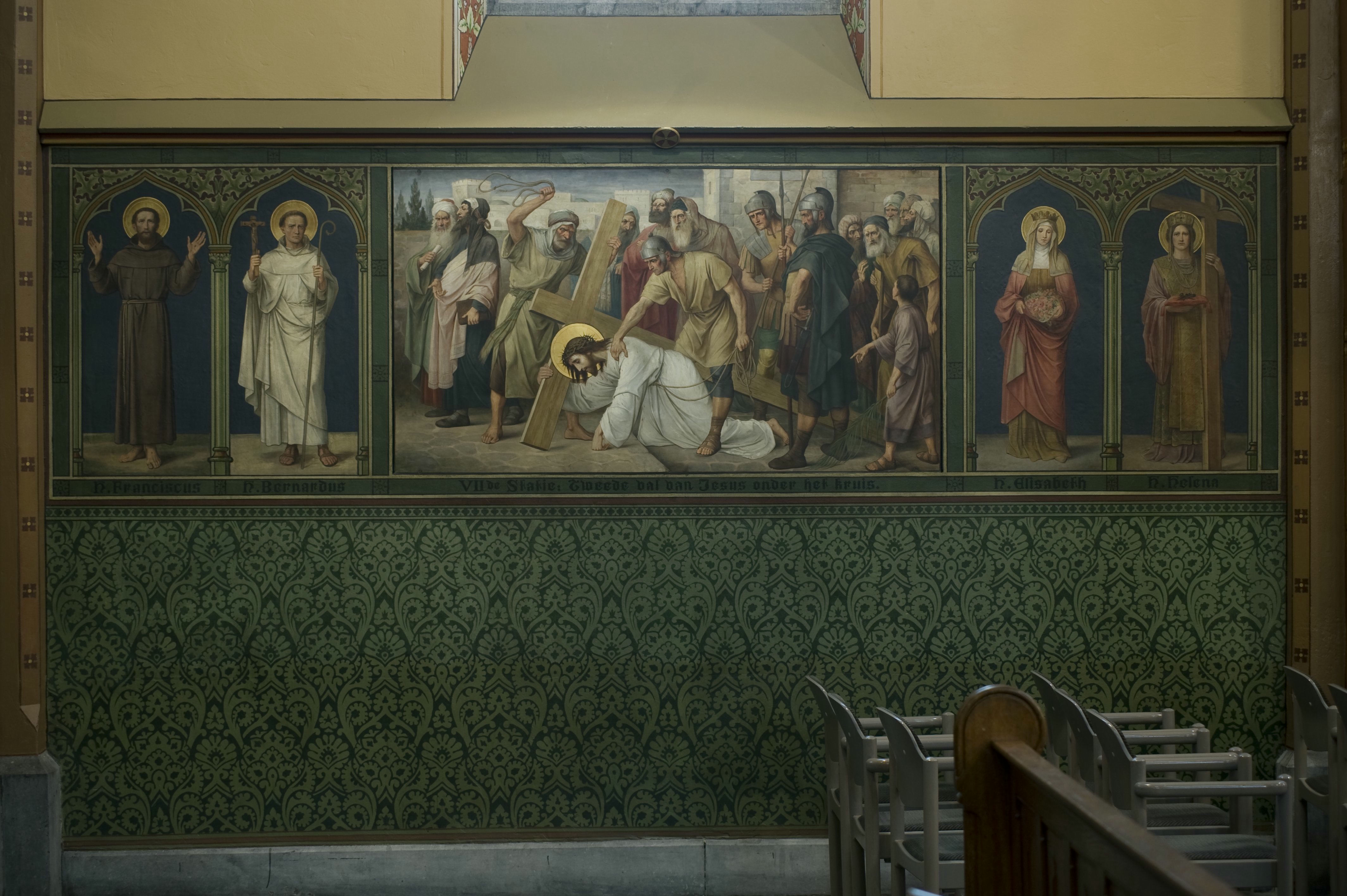
← Statie 7
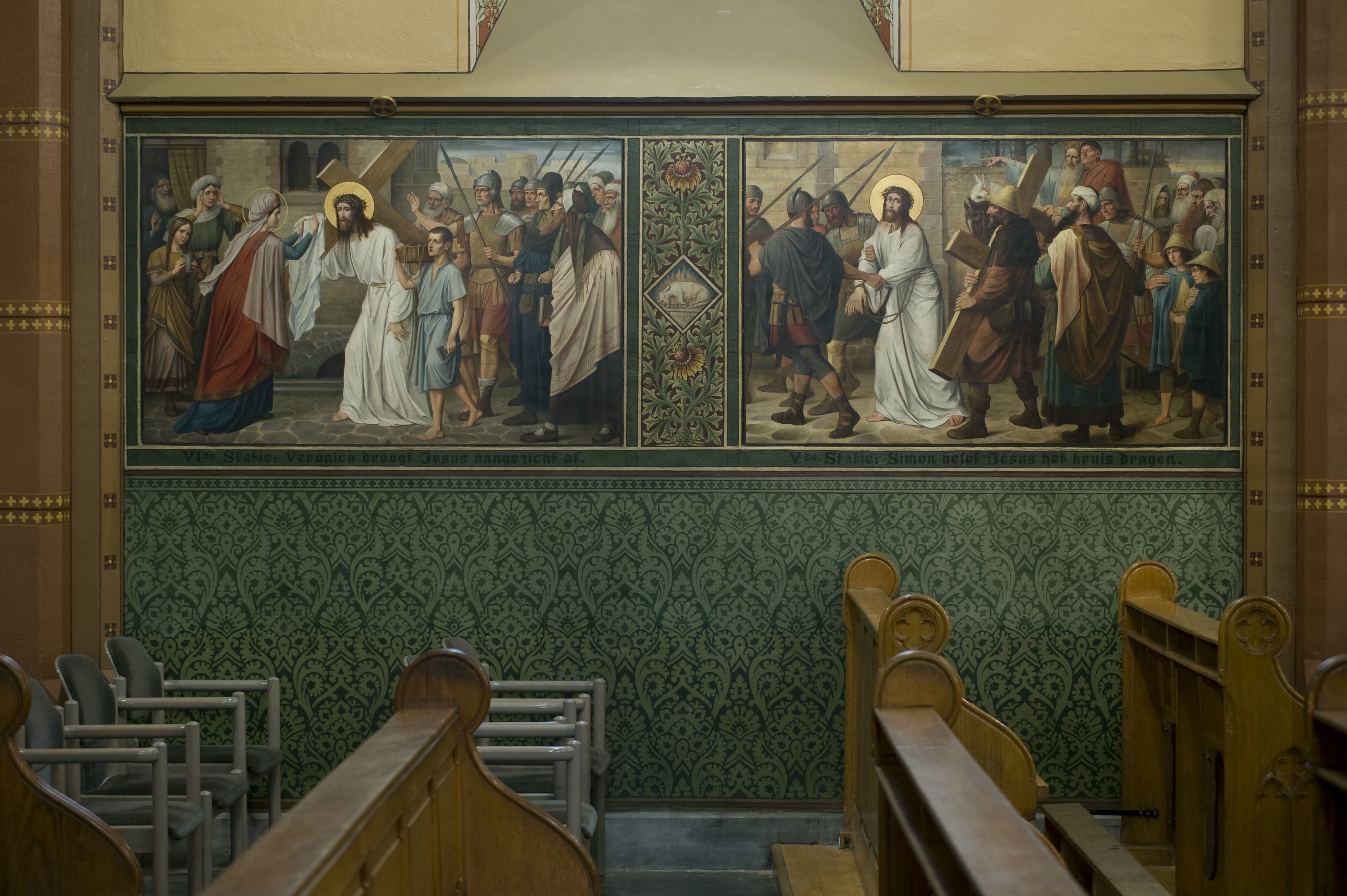
← Statie 5 en 6
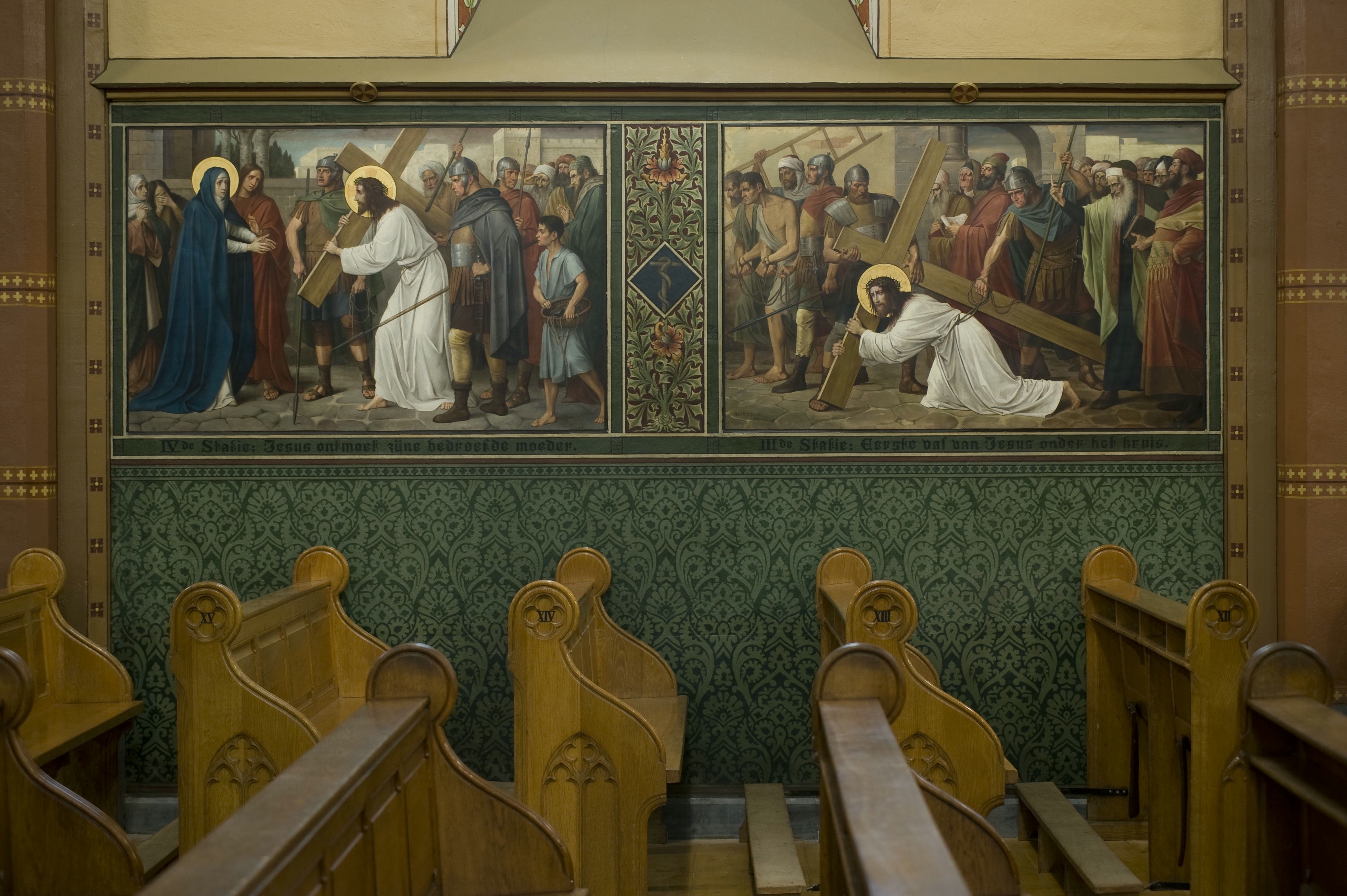
← Statie 3 en 4
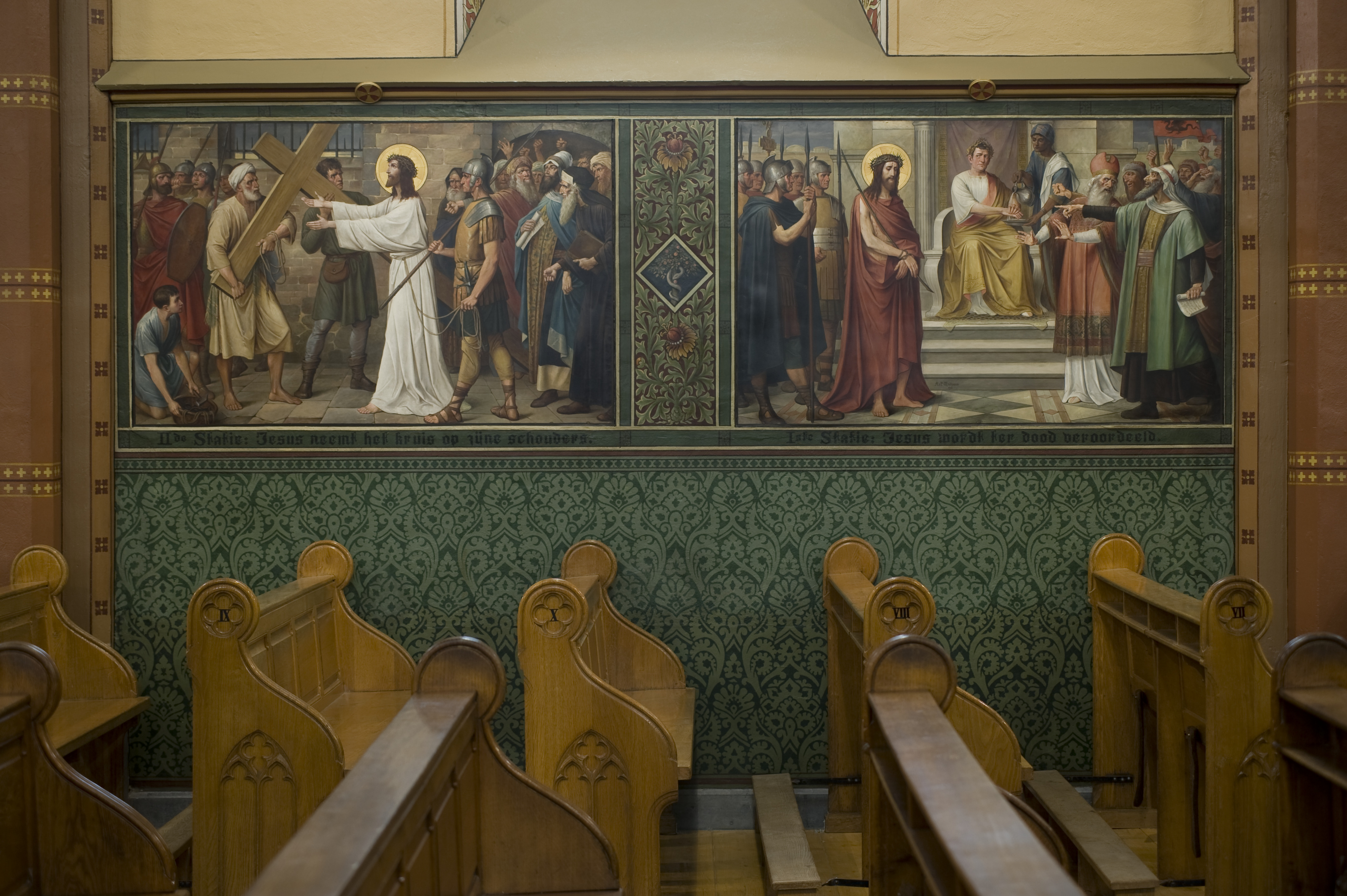
← Statie 1 en 2
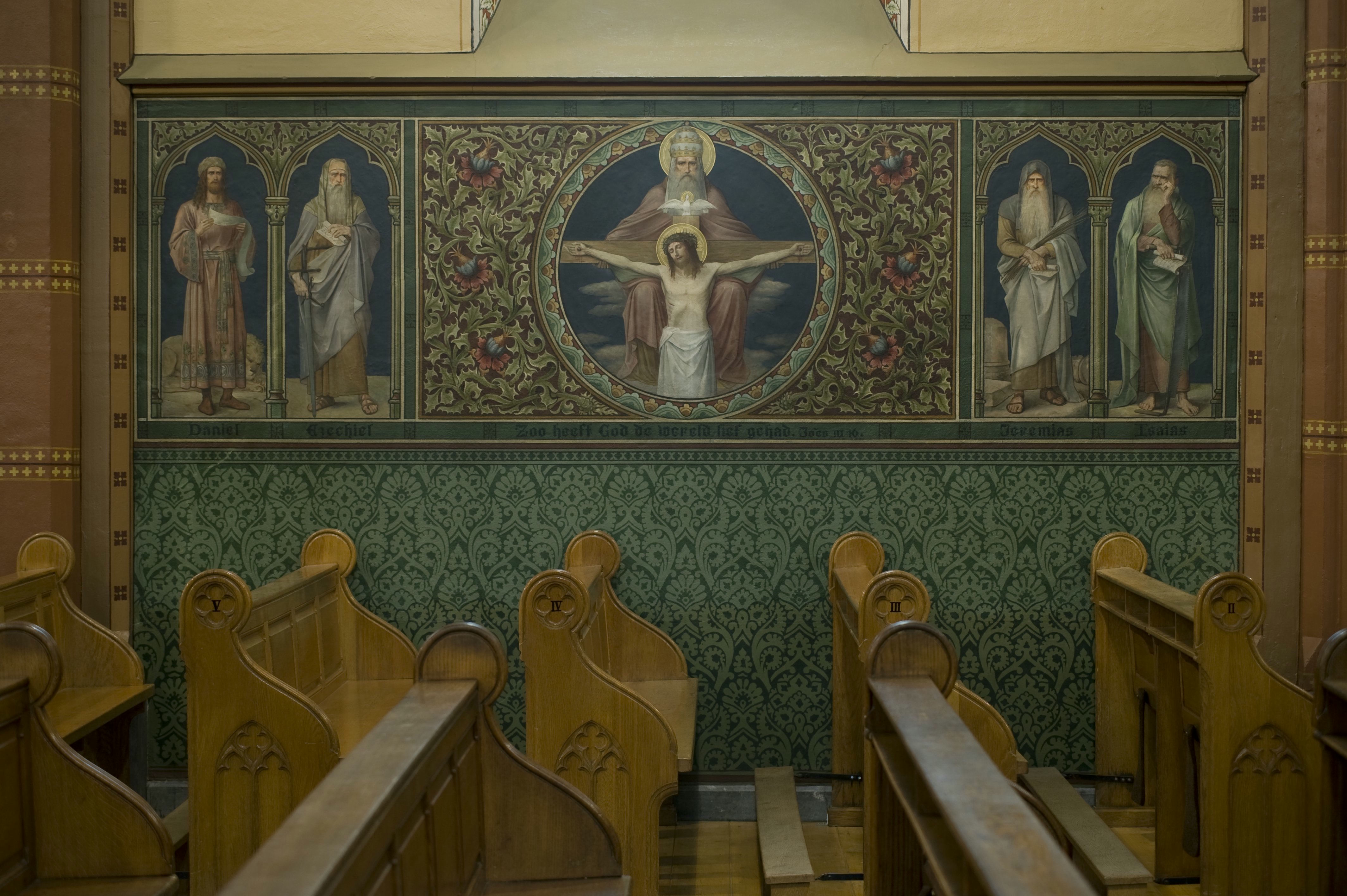
← De Heilige Drie-eenheid (begin)

### Zuidwand

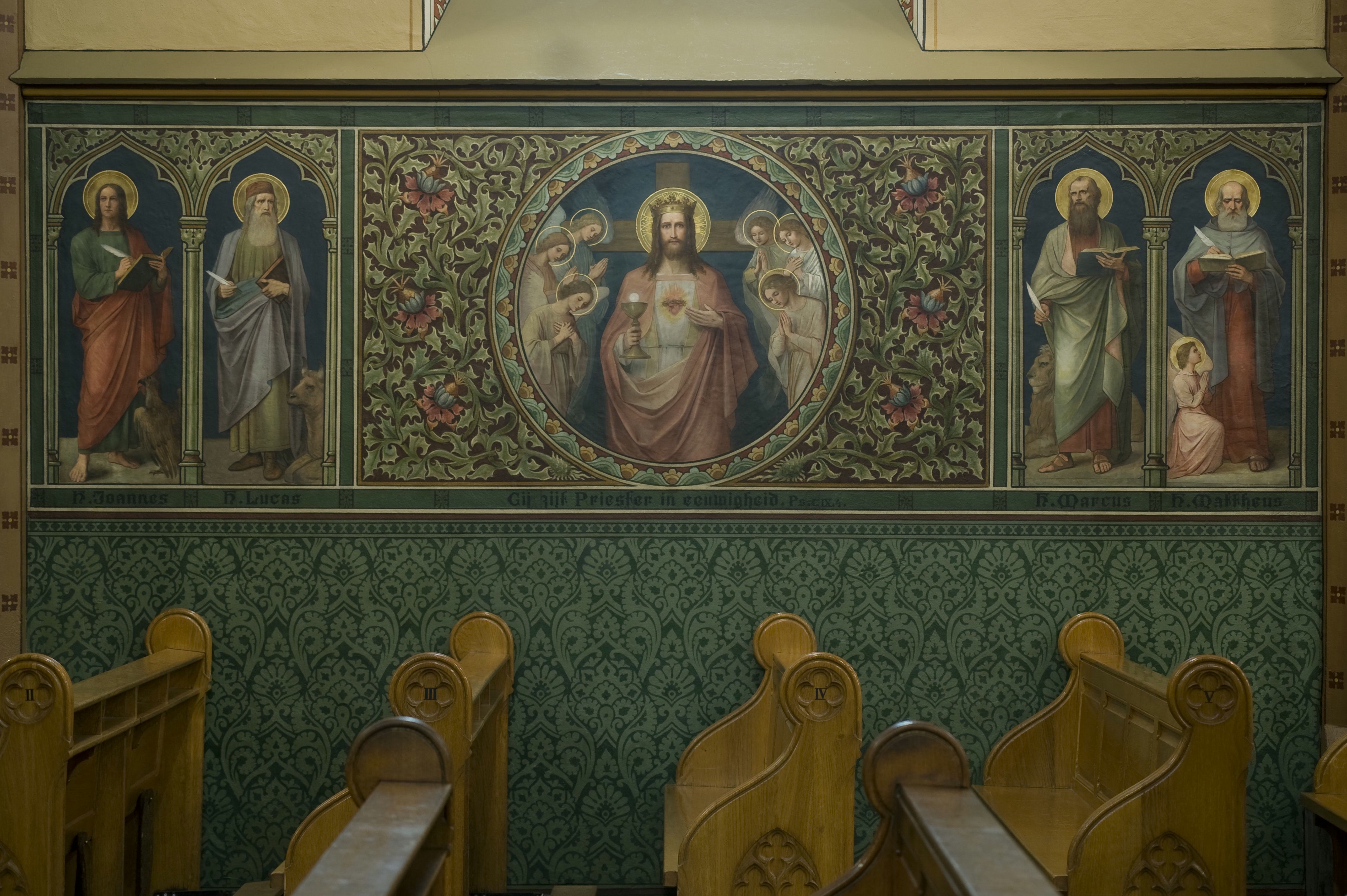
Jesus als Priester in eeuwigheid (einde)
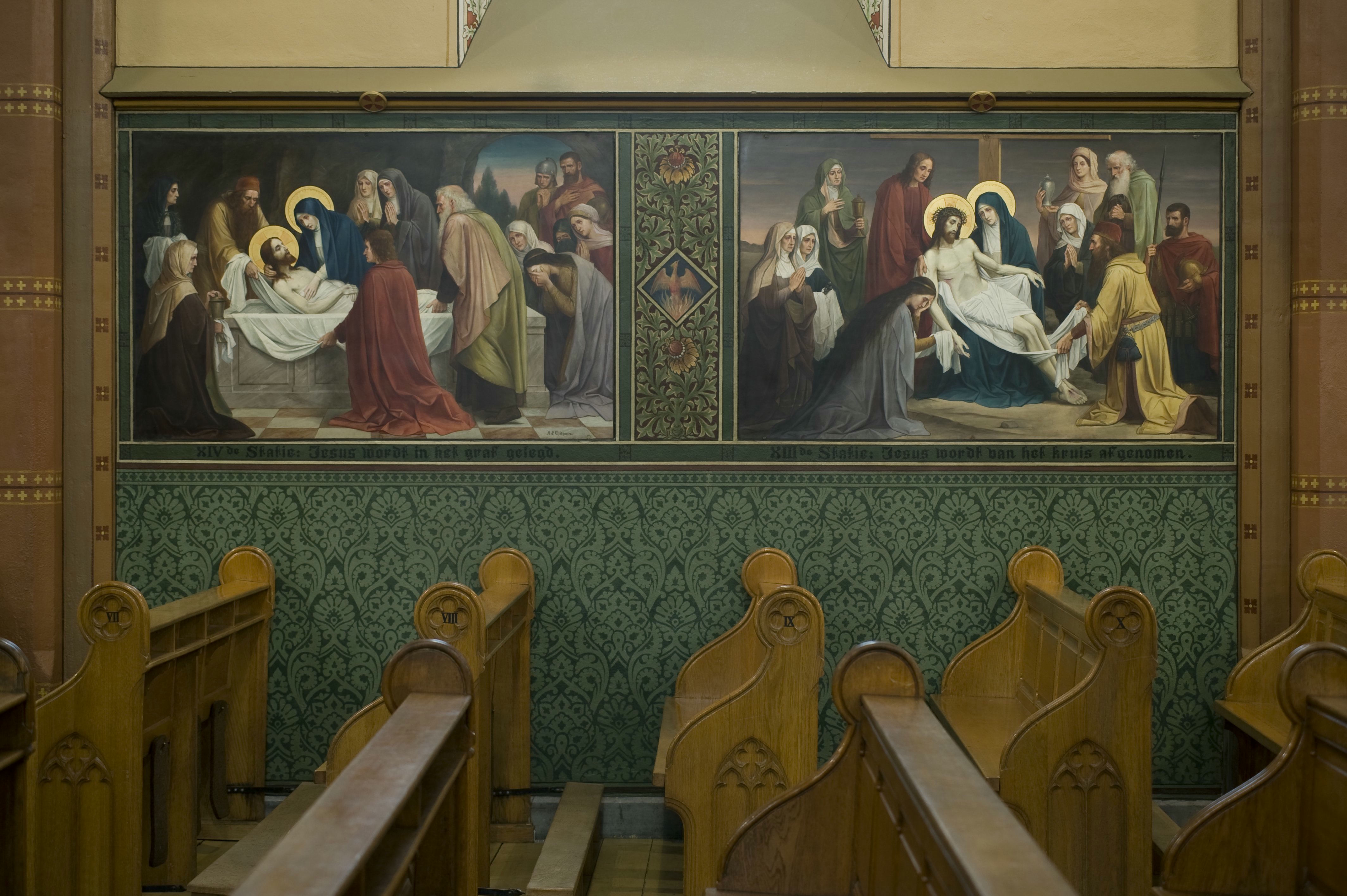
← Statie 13 en 14
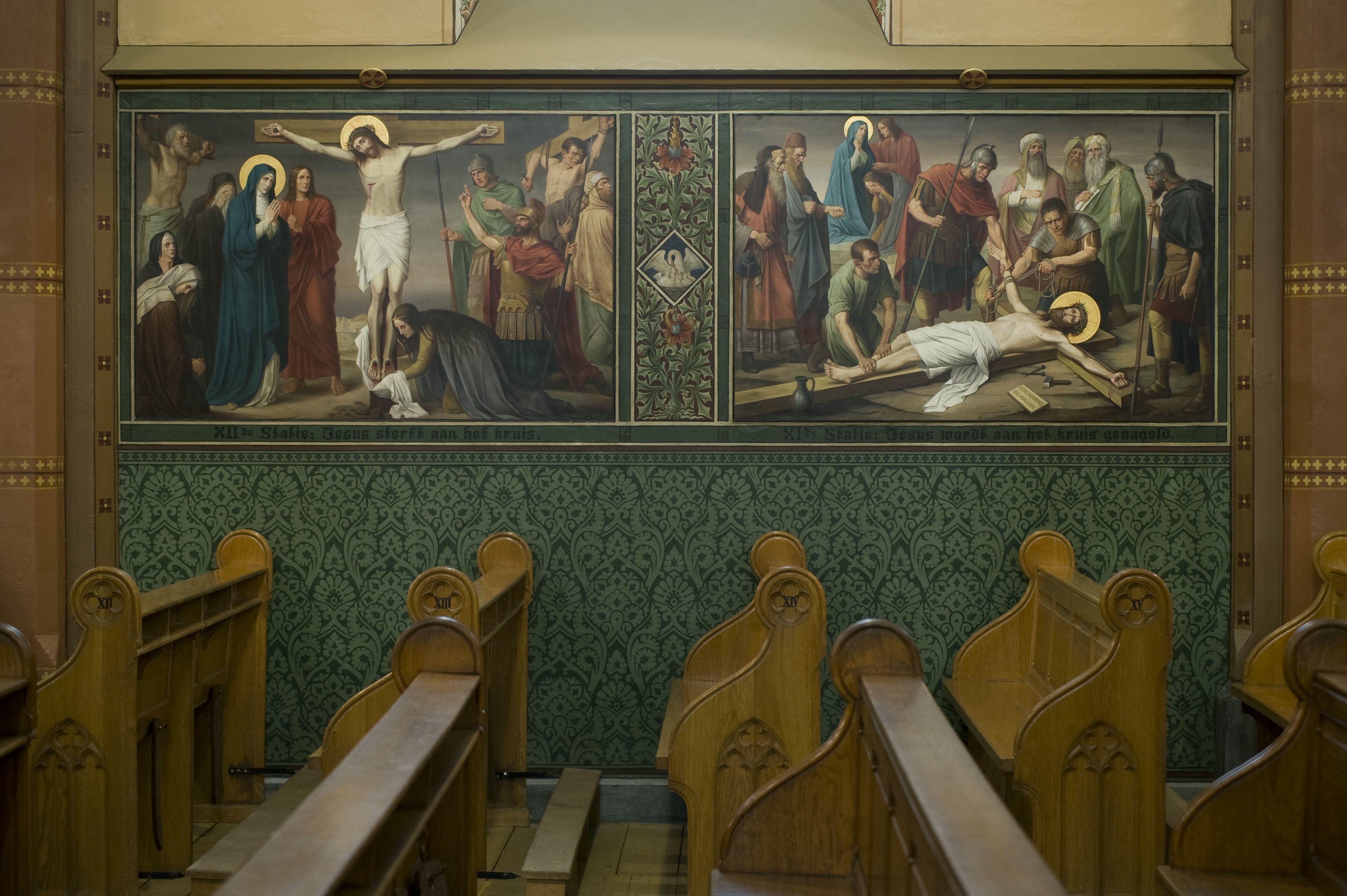
← Statie 11 en 12
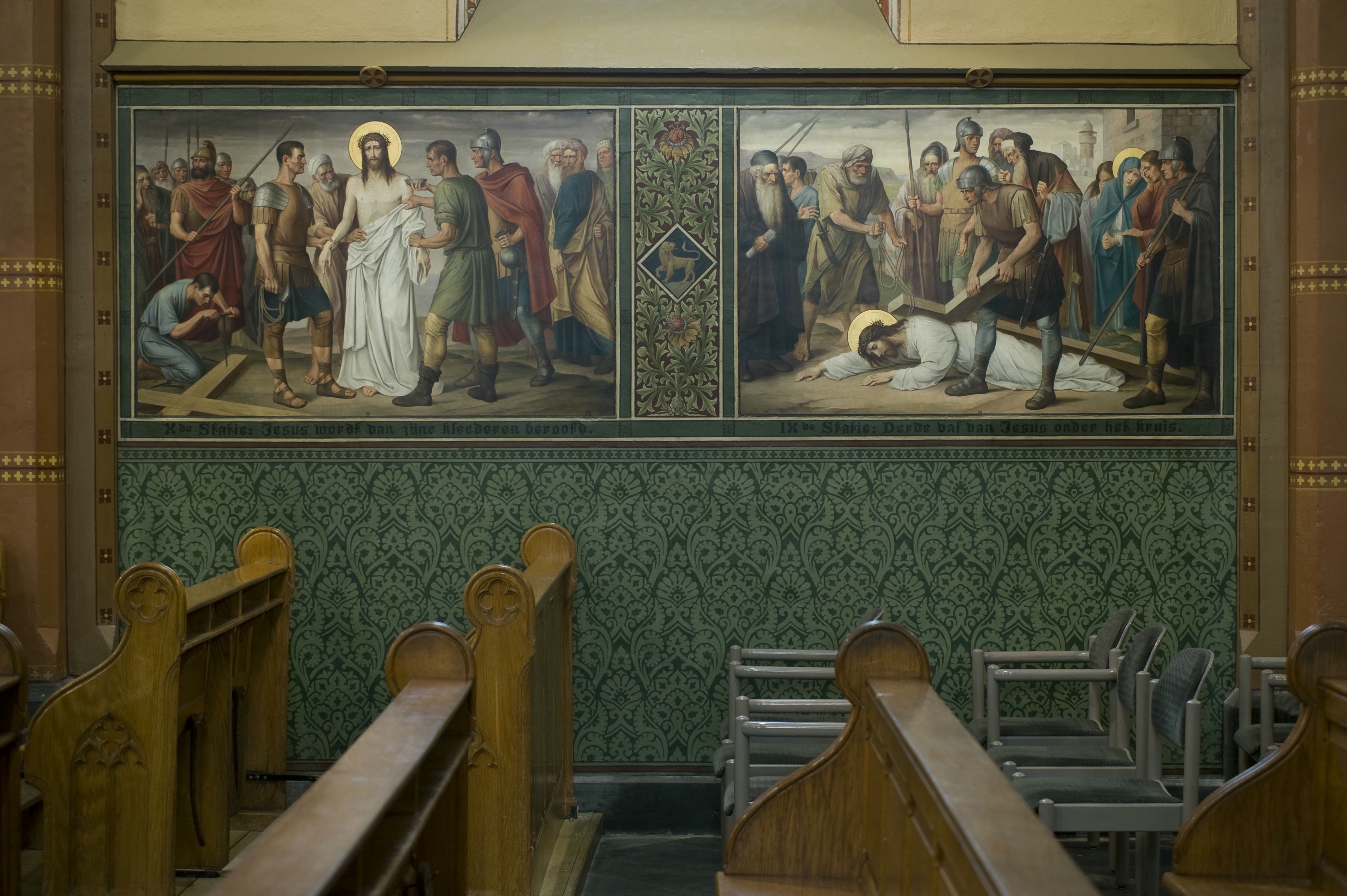
← Statie 9 en 10
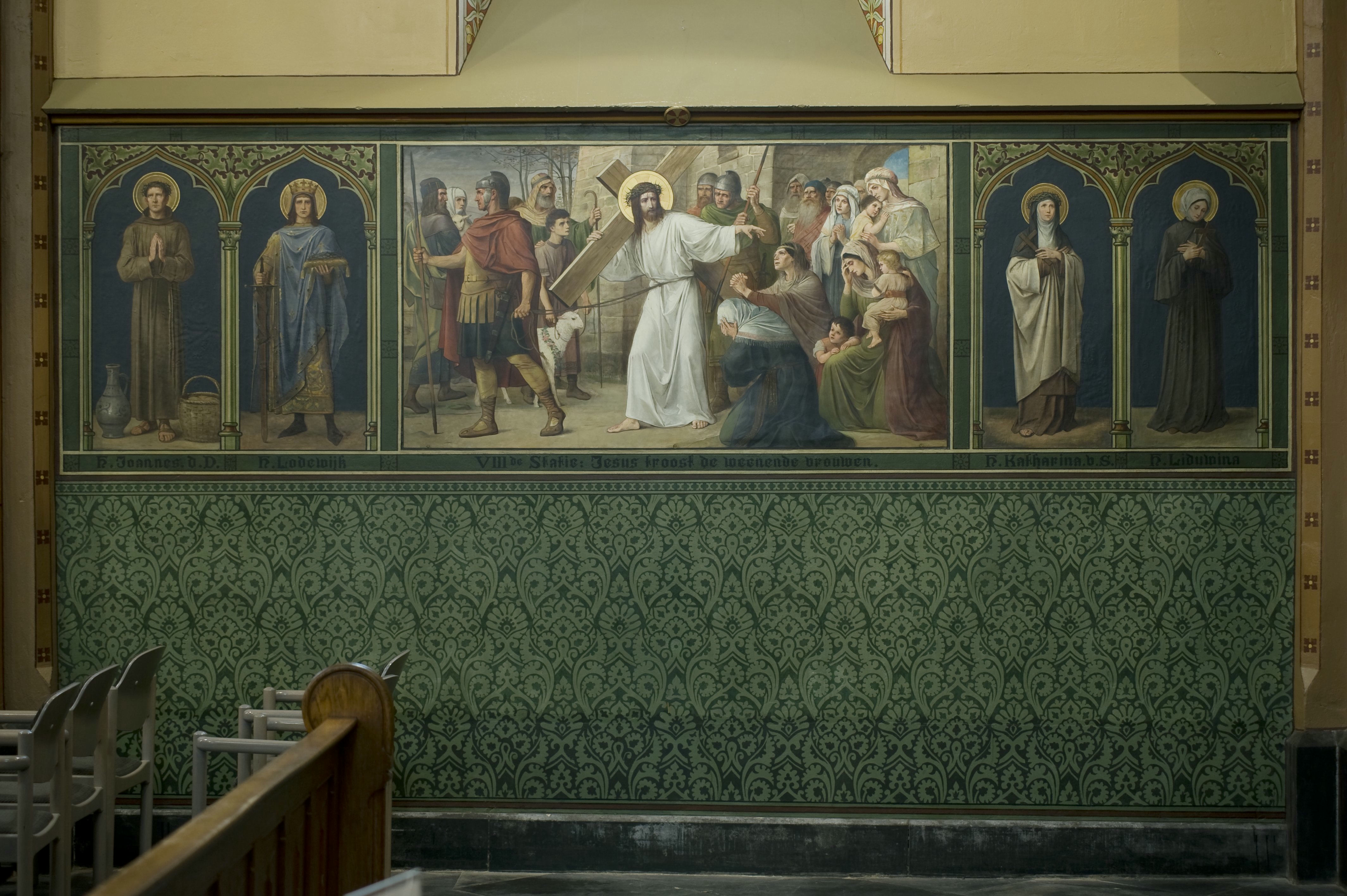
← Statie 8